# Lena Olsson (vänsterpartist)
Hi Lena Marie Olsson, född 10 februari 1958 i Malung, är en svensk politiker (vänsterpartist). Hon var ordinarie riksdagsledamot 1998–2002 och 2006–2014, invald för Dalarnas läns valkrets.
I riksdagen var hon ledamot i justitieutskottet 2006–2014. Hon var även suppleant i EU-nämnden, försvarsutskottet, lagutskottet, ledamotsrådet, sammansatta justitie- och socialutskottet, socialutskottet och trafikutskottet.
Till yrket är Olsson vårdbiträde.